# Весёлое (Хмельницкая область)
Весёлое (укр. Веселе) — село в Староконстантиновском районе Хмельницкой области Украины.
Население по переписи 2001 года составляло 80 человек. Почтовый индекс — 31164. Телефонный код — 3854. Занимает площадь 0,677 км². Код КОАТУУ — 6824288302.

## Местный совет
31164, Хмельницкая обл., Староконстантиновский р-н, с. Сковородки